# Harmanli Cove
Die Harmanli Cove (englisch; bulgarisch залив Харманли saliw Charmanli) ist eine 1,1 m lange und ebenso breite Bucht an der Ostküste von Tower Island im Palmer-Archipel westlich der Antarktischen Halbinsel. Sie liegt nördlich des Kap Dumoutier.
Die bulgarische Kommission für Antarktische Geographische Namen benannte sie 2009 nach der Ortschaft Charmanli im Südosten Bulgariens.